# 430 هـ
430 هـ هي سنة في التقويم الهجري امتدت مقابلةً في التقويم الميلادي بين سنتي 1038 و1039.

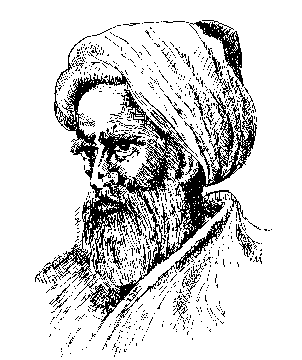
ابن الهيثم

## وفيات
- أبو الحسن الحوفي
- أبو العباس أحمد بن عمار المهدوي
- أبو القاسم بن بشران
- أبو عمران الفاسي
- ابن الهيثم
- علي بن عيسى الكحال
- معز الدولة التجيبي
- أبو نعيم الأصبهاني